# Armoiries d'Haïti
L'emblème d'Haïti est composé d'un palmier (palmiste plus exactement) couronné d'un bonnet phrygien aux couleurs du drapeau national. Au pied du palmier on peut voir un tambour et au-dessus, trois fusils à baïonnettes de chaque côté du palmier, le même nombre de drapeaux et divers armements entourent le palmier, notamment deux canons de chaque côté. Dans la partie inférieure, sur une ceinture d'argent, on peut lire la légende en français :« L'union fait la force », bien que la devise nationale soit « Liberté, Égalité, Fraternité ». Ce blason apparaît également sur le drapeau national.

## Anciennes armoiries

Premier Empire d'Haïti (1804-1806)
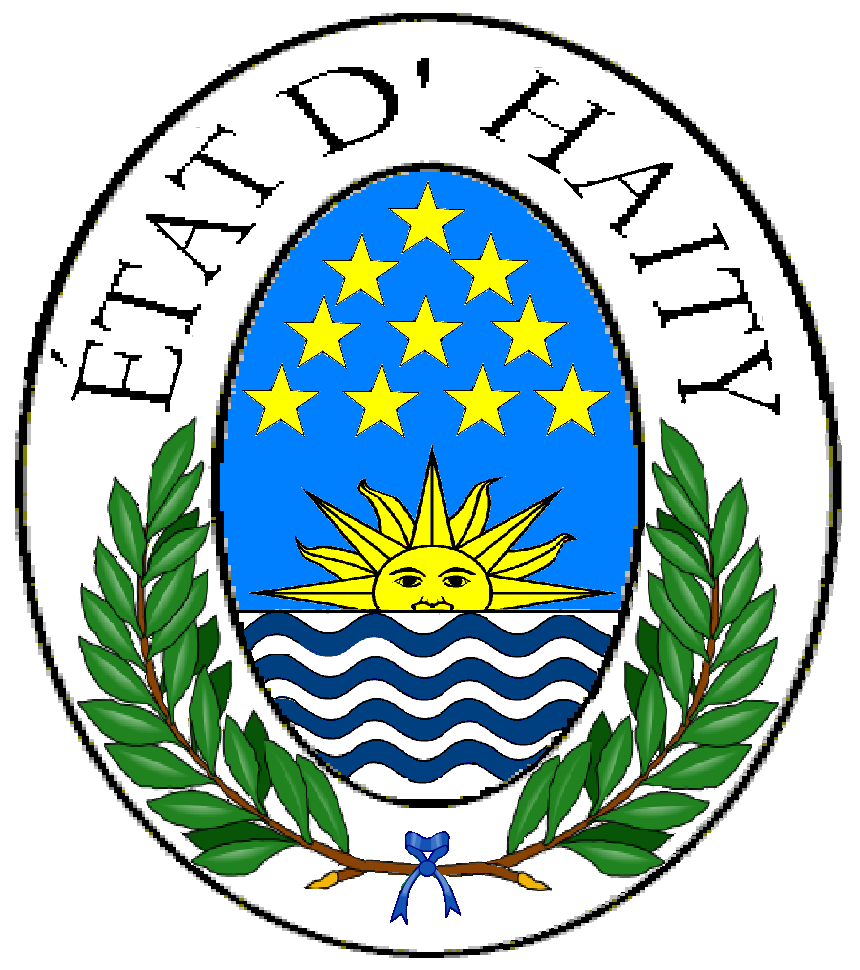
État d'Haïti (1807-1811)
Royaume d'Haïti (Nord, Grand-Anse, 1811-1820)
Royaume d'Haïti (Nord, Grand-Anse, 1811-1820)
République d'Haïti (1820-1843 ; 1844-1849 ; 1859-1864 ; depuis 1986)
République d'Haïti (1843-1844 et 1964-1986)
Empire d'Haïti (1849-1859)